# Pfeffingen
Pfeffingen je obec ve švýcarském kantonu Basilej-venkov. Žije zde přibližně 2 300 obyvatel.

## Geografie
Pfeffingen se nachází na nejjižnějším konci oblasti Birseck na severním svahu jurského masivu Blauen v nadmořské výšce kolem 390 m, asi 10 kilometrů jižně od Basileje. Sousedními obcemi jsou Aesch, Ettingen, Blauen, Nenzlingen, Grellingen a Duggingen. Rozloha obce je 489 ha, z toho 52 % tvoří lesy, 33 % zemědělská půda, 14 % zastavěná plocha a 1 % neproduktivní půda. Na svém severním okraji obec urbanisticky splývá s městem Aesch.

## Historie

Letecký pohled na Pfeffingen a Aesch (1923)

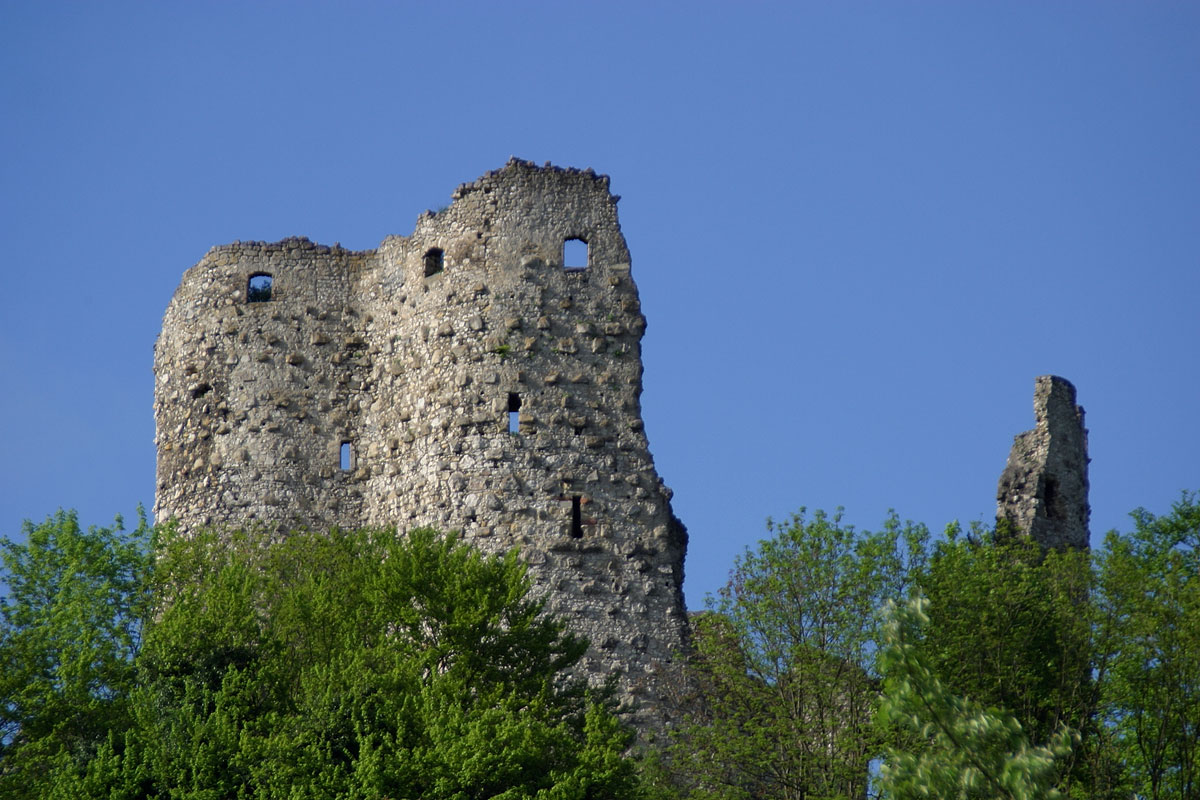
Ruiny hradu Pfeffingen

Četné nálezy z paleolitu, neolitu a doby bronzové, stejně jako pozůstatky šňůrové keramiky v jeskyni Schalberg, ukazují na rané osídlení v okolí Pfeffingenu, zejména v lokalitě Chlus. Ve středověku byly v okolí Pfeffingenu postaveny různé hrady: hrad Schalberg, který si kolem poloviny 13. století nechali postavit Schalernové jako své vlastní panství, hrad Engenstein, pravděpodobně také postavený stejným rodem ve 13. století, hrad Münchsberg, postavený rodem Münch kolem poloviny 13. století, a hrad Pfeffingen. Několikrát zpustošená ves patřila k panství Pfeffingen, které Jindřich II. kolem roku 1000 daroval basilejskému opatství a v polovině 12. století přešlo jako biskupské léno na hrabata z Thiersteinu-Pfeffingenu. Po jejich vymření v roce 1519 přešlo panství a hrad Pfeffingen v roce 1522 na basilejského biskupa. Od té doby spravoval panství Pfeffingen, k němuž patřily vesnice Pfeffingen, Aesch, Duggingen a Grellingen, soud v Therwilu a vrchnostenské soudy v Pfeffingenu a Reinachu, rychtář. Pfeffingenský hejtman měl v oblasti monopol na obchod se solí. Význam obce poklesl, když bylo v roce 1702 sídlo exekutora kvůli chátrání hradu přeneseno do Aesch.
Pfeffingen byl církevním centrem oblasti Birseck a spadal pod jurisdikci basilejského biskupa; jeho farnímu kostelu podléhaly Aesch (do roku 1803), Duggingen a Grellingen (do roku 1841/1842), Himmelried, Nenzlingen a Reinach (do roku 1511). Kostel zmiňovaný v roce 1322 s patrociniem svatého Martina pochází z předchozích staveb ze 7.–8. století a 12. století. Stávající stavba byla započata před rokem 1343, přestavěna v 17. století a obnovena v letech 1949-1954. Přestože Pfeffingen neuzavřel s Basilejí žádnou listinu, přijal kolem roku 1527 reformovanou víru a po neúspěšném pokusu v roce 1582 byl v roce 1588 biskupem rekatolizován.
Po skončení vlády knížat-biskupů v roce 1792 a rozpadu krátce trvající Rauracké republiky se Pfeffingen stal součástí Francie a v letech 1793 až 1800 patřil k departementu Mont Terrible a v letech 1800 až 1815 k departementu Haut Rhin. V roce 1815 bylo panství Pfeffingen rozděleno: Aesch a Pfeffingen se staly součástí kantonu Basilej a po rozdělení kantonu v roce 1832 se staly součástí kantonu Basilej-venkov; Duggingen a Grellingen se staly součástí kantonu Bern (od roku 1994 kanton Basilej-venkov). Ve 20. století byly infrastrukturní projekty řešeny především ve spojení se sousední obcí Aesch: 1919 okresní střední škola Aesch-Pfeffingen, 1967 domov důchodců a pečovatelská služba Aesch-Pfeffingen, 1978 oblastní vodovod Aesch – Dornach – Pfeffingen, a od roku 1986 také autobusové spojení s Aesch a Dornachem.

## Obyvatelstvo
| Rok            | 1850 | 1880 | 1900 | 1930 | 1950 | 1960 | 1970 | 1980 | 1990 | 2000 |
| Počet obyvatel | 270  | 287  | 347  | 467  | 429  | 515  | 935  | 1289 | 1612 | 2027 |

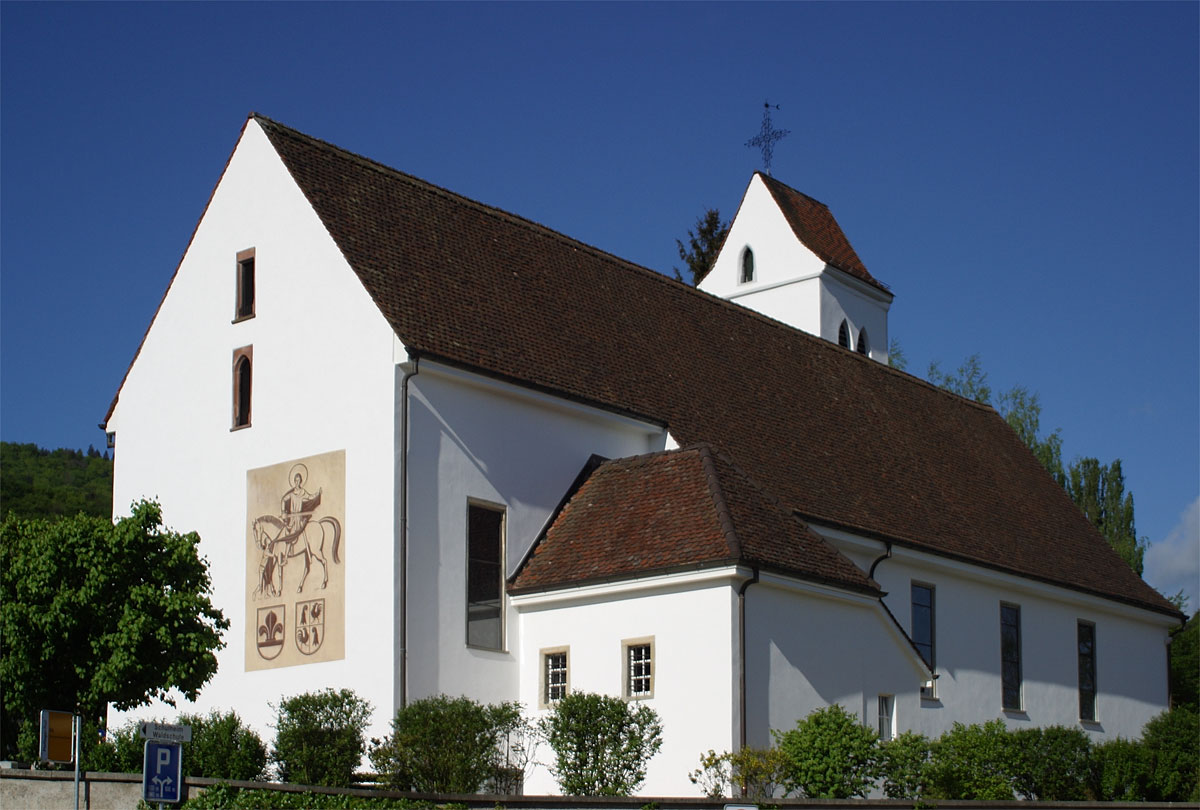
Kostel

37 % obyvatel je římskokatolického vyznání, 26 % reformovaného. Podíl cizinců činí 14,2 %. Většina obyvatel (k roku 2000) hovoří německy (1921, tj. 94,8 %), druhým nejčastějším jazykem je angličtina (36, tj. 1,8 %) a třetím francouzština (22, tj. 1,1 %).

## Hospodářství
Pfeffingen byl dlouhou dobu zemědělskou a vinařskou obcí. Od roku 1960 zaznamenal Pfeffingen silný nárůst počtu obyvatel a čilou stavební činnost (čtvrť Bergmattweg z roku 1964), a to především díky své poloze svahu Blauenu a dobrému dopravnímu spojení, pro které byly zastavěny bývalé pozemky vinic.

## Doprava

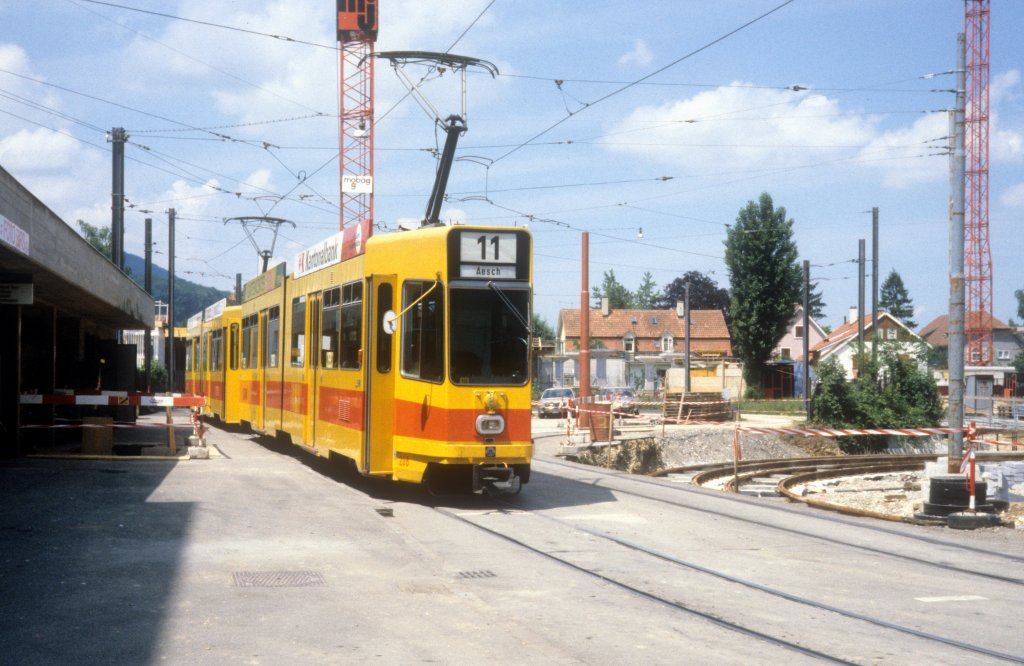
Basilejská tramvaj na lince Basilej–Aesch

Obec je dopravně navázána na Basilej; zajíždí sem příměstská autobusová linka, ze které je možno v Aesch přestoupit na tramvajovou linka číslo 11 společnosti Baselland Transport AG (BLT), jezdící z Aesch do Basileje. V Aesch se také nachází stanice na trati z Basileje do Delémontu, kterou obsluhují v pravidelném intervalu regionální vlaky (linka S3 S-Bahn Basilej).